# 恩加丁 (密歇根州)
恩加丁（英語：Engadine）是位於美國密歇根州麥基諾縣加菲爾德鎮區的一個非建制地區。

## 地理
恩加丁所處的海拔為高於海平面205米（即673英呎），而該地所採用的時區為UTC-5，即北美东部時區（EST）。同時該地設有夏令時間，為UTC-5調快一小時，即UTC-4（EDT）。